# Rattus mordax
Rattus mordax är en däggdjursart som först beskrevs av Thomas 1904.  Rattus mordax ingår i släktet råttor och familjen råttdjur. IUCN kategoriserar arten globalt som livskraftig. Inga underarter finns listade i Catalogue of Life.
Denna råtta lever på östra Nya Guinea och på mindre öar i samma region. Arten når i bergstrakter 2800 meter över havet. Habitatet varierar mellan olika slags skogar, savanner, buskskogar och trädgårdar. Honor kan para sig hela året. Per kull föds två till fyra ungar.